# 药用狗牙花
药用狗牙花（学名：Ervatamia officinalis）为夹竹桃科狗牙花属下的一个种。

## 扩展阅读
- 維基物種上的相關：药用狗牙花